# Canscora schultesii
Canscora schultesii là một loài thực vật có hoa trong họ Long đởm. Loài này được Wall. ex Griseb. mô tả khoa học đầu tiên năm 1838.